# 2013年印度尼西亚APEC峰会
2013年印度尼西亚APEC峰会全称亚太经合组织第二十一次领导人非正式会议（英語：THE 21st APEC ECONOMIC LEADERS' MEETING），是第24届亚太经合组织领导人年度会议。会议于2013年10月5日至7日在巴厘岛举行，会议主持人为印度尼西亚总统苏西洛·班邦·尤多约诺。本届峰会也让穿着民族服饰再次成为潮流，美国总统奥巴马连续两年缺席。

## 与会者
由于2013年美国联邦政府关闭事件，总统贝拉克·奥巴马取消了他的行程，派去国务卿约翰·克里代表自己。
| 前任者： 2012年俄羅斯APEC峰會 | APEC峰會 2013 | 繼任者： 2014年中國APEC峰會 |